# Vyznamenání Zlaté lípy
Vyznamenání Zlaté lípy (celým názvem Vyznamenání Zlaté lípy ministra obrany České republiky) je resortní vojenské ocenění udělované ministrem obrany ČR za mimořádný přínos pro rozvoj obrany a bezpečnosti České republiky.

## Historie
Zřízeno bylo rozkazem ministryně obrany Vlasty Parkanové ze dne 30. září 2008. Autorem návrhu, ze kterého vyznamenání vychází, je výtvarník František Kupka, jenž je jedním z nositelů tohoto vyznamenání.

## Vzhled
Lícová strana je ve tvaru čtyřcípé hvězdy se zlatým lipovým listem na středu. Ve středu rubové strany se nachází medailon se znakem ministerstva obrany a nápisy Ministerstvo obrany České republiky a Čest a vlast a dále ploška pro pořadové číslo. Vyznamenání je zavěšeno na bílé stuze, modro-červeně lemované.
Součástí vyznamenání je udělovací listina o jeho udělení podepsaná ministrem obrany ČR.
Samotné vyznamenání je jednostupňové a je možné je udělit opakovaně.

## Nositelé vyznamenání
Někteří nositelé vyznamenání:
- Božena Fuková (bývalá poslankyně)[6]
- Naděžda Kavalírová[6]
- Luboš Dobrovský[6]
- Jiří Šedivý[6]
- Karel Rožánek[6]
- Marek Vítek[6]
- Stanislav Broj (in memoriam)[5]
- Rudolf Fuksa (in memoriam)[5]
- Lída Rakušanová[7]
- Kristina Vlachová[8]
- Václav Girsa (in memoriam)[5]
- Jan Hajšman (in memoriam)[5]
- Methoděj Kubáň (in memoriam)[5]
- František Kupka (in memoriam)[5]
- František Machník (in memoriam)[5]
- Augustin Pechlát (in memoriam)[5]
- Antonín Benjamin Svojsík (in memoriam)[5]
- Jindřich Marek[5]
- František Zahrádka[5]
- Milan Paumer[9]
- Ctirad Mašín (in memoriam)[10]
- Josef Mašín[10]
- Ing. Bohuslav Bubník (in memoriam)[11]
- Meda Mládková[12]
- Prof. PhDr. Robert Kvaček, CSc.[13]
- Jan Gajdoš [14]
- Jitka Boučková[15]
- Jiří Stuchlík[16][17]